# Yatzachi el Alto
Yatzachi el Alto är en ort i Mexiko.   Den ligger i kommunen San Baltazar Yatzachi el Bajo och delstaten Oaxaca, i den sydöstra delen av landet, 400 km sydost om huvudstaden Mexico City. Yatzachi el Alto ligger 1 650 meter över havet och antalet invånare är 112.
Terrängen runt Yatzachi el Alto är bergig västerut, men österut är den kuperad. Terrängen runt Yatzachi el Alto sluttar österut. Runt Yatzachi el Alto är det ganska glesbefolkat, med 29 invånare per kvadratkilometer. Närmaste större samhälle är San Ildefonso Villa Alta, 15,1 km nordost om Yatzachi el Alto. I omgivningarna runt Yatzachi el Alto växer huvudsakligen savannskog.